# مناتساکان پطروسیان
مناتساکان تادئوسی پطروسیان (ارمنی: Մնացական Թադևոսի Պետրոսյան؛ زادهٔ ۱۶ فوریهٔ ۱۹۵۶) یک سیاستمدار اهل ارمنستان است که از تاریخ ۲۰۰۳ تا تاریخ ۲۰۰۷ سمت نمایندگی دوره سوم مجلس ملی جمهوری ارمنستان را برعهده داشت.

## زندگی‌نامه
در ۱۶ فوریهٔ ۱۹۵۶ در آخالتسیخه به دنیا آمد و از دانشگاه دولتی اقتصاد ارمنستان فارغ‌التحصیل شد. 